# Slaget vid Trebia
Slaget vid Trebia var den första stora striden i andra puniska kriget, utkämpat mellan Hannibals kartagiska styrkor och den romerska republiken i december 218 f.Kr., på eller runt vintersolståndet. Vid Trebia segrade Hannibal över en romersk armé, varpå hans egen fick förstärkningar av galler och tågade söderut. Dock frös de sista elefanterna ihjäl under vintern. Slaget följdes av slaget vid Trasimenska sjön.

## Slaget
Den romerska armén hade just på jakt efter Hannibal marscherat över floden Trebia, varpå Hannibal raskt ställde upp sina trupper bakom floden, men gömde majoriteten av kavalleriet i den närliggande skogen. Karthagerna lockade till sig romarna genom vilda skrik och den romerska hären vände, utan att ställa om trupperna, och marscherade rakt tillbaka över floden, emot en till synes lätt seger. Men när de kommit tillräckligt nära, fick de smaka på de karthagiska stridselefanternas effektivitet, och de skickliga iberiska krigarnas disciplin. Likväl räddades Hannibal undan stora förluster genom att kavalleriet kom tillbaka och anföll romarna i flanken vilket snabbt krossade den romerska armén. Följden blev att Hannibal fick förstärkningar av cirka 25 000 galler.